# 濵高康明
濵高 康明（はまたか やすあき、1997年〈平成9年〉1月18日 - ）は、新潟アルビレックスBBに所属している石川県穴水町出身のプロバスケットボール選手（シューティングガード）。

## 来歴
石川県穴水町出身。穴水町立穴水中学校、金沢市立工業高等学校を経て近畿大学に進学。在学中の2019年2月に西宮ストークスと特別指定選手契約を締結。デビュー戦ではスタメンで出場し、先制点を上げた。2019年5月に西宮とプロ契約を締結し、プロとしてのキャリアをスタートさせた。2023年2月25日には、右膝前十字靭帯断裂及び外側半月板断裂で全治未定の大怪我を経験した。2023年6月29日に自由交渉リストに公示された。2023-24シーズンはリハビリに専念したためどのチームとも契約しなかった。
2024年7月5日に新潟アルビレックスBBと選手契約を結んだ。

## 個人成績
| シーズン     | チーム | GP | GS | MPG | FG% | 3P% | FT% | RPG | APG | SPG | BPG | TO | PPG |
| ------------ | ------ | -- | -- | --- | --- | --- | --- | --- | --- | --- | --- | -- | --- |
| B2 2018-19   | 西宮   |    |    |     |     |     |     |     |     |     |     |    |     |
| B2 2019-20   | 西宮   |    |    |     |     |     |     |     |     |     |     |    |     |
| B2 2020-21   | 西宮   |    |    |     |     |     |     |     |     |     |     |    |     |
| B2 2021-22   | 西宮   |    |    |     |     |     |     |     |     |     |     |    |     |
| キャリア通算 |        |    |    |     |     |     |     |     |     |     |     |    |     |